# Bakrc
Bakrc este o localitate din comuna Ivančna Gorica, Slovenia, cu o populație de 10 locuitori.